# Auguste de Becker Remy
Pour les articles homonymes, voir De Becker (homonymie) et Remy (homonymie).
Le baron Auguste-Godefroid-Marie de Becker Remy, né le 18 juillet 1862 à Anvers et mort le 29 novembre 1930 à Ixelles, est un homme politique catholique belge. 

## Biographie
Il est le parent d'Alphonse de Becker et d'Émile de Becker, et le beau-père d'Élisabeth de Chambure (par la suite baronne Philippe de Rothschild).
Il épouse en 1886 Marie-Clémence Remy (1862-1915) fille unique d'Edouard (1813-1896) et d'Angélique Boyé. Ils eurent huit enfants.
Il reprend la direction des Usines Remy, au décès de son beau-père, celui-ci n'ayant pas d'héritier mâle. La firme est alors renommée de Becker-Remy mais les produits conservent le nom Remy.
Il devient président-administrateur délégué des Usines Remy à Wygmael-Herent, tandis qu'un parent, Jean, préside aux destinées du site implanté en France, dans le département de l'Eure, à Aubevoye au début du XXe siècle : la marque est présente à l'exposition coloniale de Rouen de 1896.
Il est docteur en sciences politiques et administratives (Université catholique de Louvain, 1883) et en droit (1884).

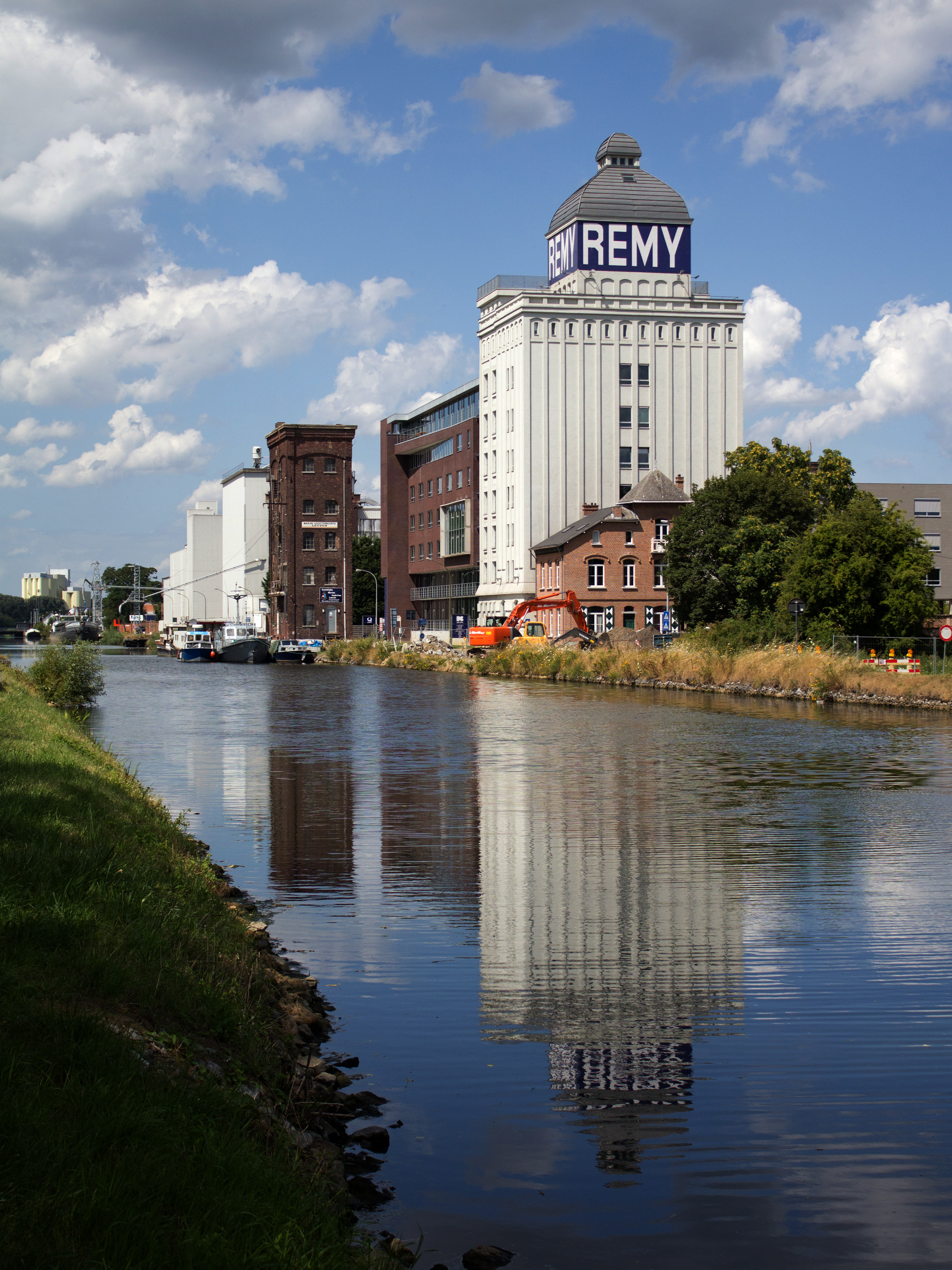
L'usine Remy à Wijgmael, le long du canal Louvain-Dyle.

Il fut créé baron en 1922.

## Fonctions et mandats
- Conseiller provincial du Brabant : 1899-1900
- Membre de la Chambre des représentants de Belgique par l'arrondissement de Louvain : 1900-1911
- Sénateur : 1911-1919 : sénateur de l'arrondissement de Louvain, en suppléance de Jules Roberti
- Sénateur : 1921-1930 : sénateur provincial de la province de Brabant
- Questeur du Sénat belge : 1919-1930

## Honneurs
- Une place Baron August de Becker Remy a Kessel-Lo, (Louvain)
- Titre de Baron héréditaire en 1922
- Grand officier de l'ordre de Léopold (1919)
- Commandeur avec plaque de l'ordre de Pie IX (1906)
- Commandeur avec plaque de l'ordre de Saint-Grégoire-le-Grand (1906)
- Commandeur de l'ordre de Saint Alexandre de Bulgarie (1907)
- Commandeur de l'ordre d'Orange-Nassau
- etc

## Sources
- P. Van Molle, Het Belgisch parlement, p. 61.
- Annuaire de la noblesse., 1934, I, p. 118-149
- Article sur les Usines Remy en Néerlandais

- Ressource relative à plusieurs domaines :   - ODIS